# 斷髮令
斷髮令是1895年12月30日（舊曆11月15日）朝鲜金弘集亲日政府颁布詔勅，要求所有朝鲜成年男性剪髮髻的命令。斷髮令是甲午更张诸项政策中执行力度最强、范围最广的改革措施。该法令是乙未义兵运动的导火線。日本扶植的金弘集亲日内阁在此次义兵运动中垮台，包括断发令在内的亲日内阁法令被废除。金弘集等亲日派也被朝鲜民众打死。

## 历史
早在1884年甲申政变期间，以金玉均为首的开化党人就颁布过斷髮易服的命令，只是这起政变很快被清朝驻军镇压下去而没有施行。
金弘集上台后推行近代化政策，开始甲午改革和乙未改革，斷髮令就是其中之一。朝鲜成年男性一直留髮髻，斷髮令要求剪去髮髻，朝鮮高宗也因此剃发。內部大臣俞吉濬則下令全國官員前往百姓家，剪除民髮。儒家思想认为「身体发肤受之父母不敢毁伤孝之始也」，朝鲜儒林领袖崔益铉说：“头可断，髮絕不可剪”。因此朝鲜人民强烈反对斷髮令，“巡检周行村市，勒令剃发，呼哭相闻。”
人民普遍认为是日本的要求，因而反日情绪强烈，各地義兵蜂起。很多人因反斷髮而被拘禁甚至被杀害。儒臣李道宰、崔益铉等人上疏反对斷髮令，被投狱。儒生李兴宰闻知斷髮令后奔入山中，痛哭气绝而死；儒生李凤焕反对斷髮，絕食七日自盡；报恩郡守李圭白斷髮後，其妾大骂他後自杀；儒生安炳瓒自刎，并在衣袍上留下血書：“志士不忘在溝壑，勇士不忘喪其元。寧為斷髮鬼，不作剃髮人！”当时“终日风霾，哭声满城，小民被凌勒不忍愤怨，至有自决者。”人们将斷髮令称为“倭政”，将剪斷頭髮的地方長官稱為“倭觀察使”、“倭郡守”，因而格外仇恨之。
1896年俄馆播迁，以金炳始、李完用等人为首的亲俄政府成立，以高宗名义颁布诏敕，宣布“所有截髻之事，各随民便，毫无勉强；衣服冠履，亦皆任便穿用”。1897年8月12日斷髮令废止。

## 后续
斷髮令虽被废除，但是已经有人开始放弃蓄髮，改留平頭，例如高宗本人。1905年大韩帝国又颁布了在京敕奏任官并断发的命令，又命各地的郡守和主事断发。当时崔益铉就曾上疏抱怨道斷髮令虽然被废除，“然而軍人、學徒之依舊剃髮，是又誰之所使哉？闊袖衣之永废，是又誰之所禁哉？”但大部分百姓都没有斷髮。日俄战争期间，在朝鲜的俄軍就以是否留長髮发来辨别日本間諜，以至于很多僧人被俄軍杀死。1907年5月底，李完用取代朴齐纯组阁，宋秉畯在日本人的举荐下担任内阁农商工部大臣。宋秉畯将土地垦荒权、森林采伐权等经济利权出卖给日本人，提倡断发，他组建一进会时，一进会员集体断发，上任以后命农商工部属员断发易服。又提出全民断发，但未获通过。1908年10月22日忠南觀察使崔廷德下令管下各郡大小官人一律薙髮，普通百姓是否薙髮自由。1909年2月韩国统监府强迫成均馆儒生剃髮。1910年日韓併合以后，斷髮才在朝鲜半岛各个阶层全面推广，朝鲜大规模断发。1911年掀起断发风潮，甚至将头发卖到中国。但仍有个别朝鲜人蓄发。卢沟桥事变后日本颁布总动员令要求全体朝鲜人剃发、用阳历，但与1895年断发令性质不同，不是强制而是号召性质。直到1950年代，蓄髮绾髻的习俗还存在于朝鲜半岛的一些个别农村中。断发其实是日本乃至整个西洋文明对韩国同化和影响的一个过程。